# Bothrideres massanae
Bothrideres massanae is een keversoort uit de familie knotshoutkevers (Bothrideridae). De wetenschappelijke naam van de soort werd in 1875 gepubliceerd door Marquet.